# D 014 (Türkei)
Die Straße D 014 (Devlet yolu 014) ist eine insgesamt 36 km lange Straße in der Türkei. Sie verbindet die Straßen D 020 und D 010 und verläuft in der Provinz Sakarya nahe der Küste des Schwarzen Meers.

## Verlauf
Die Straße zweigt in Kaynarca von der nach Adapazarı führenden D 020 ab und führt nach Nordosten zur Schwarzmeerküste, wo sie kurz nach Querung des Sakarya Nehri an der Einmündung der Straße D 650 in die Fernstraße D 010, die Schwarzmeerküstenstraße, übergeht, die wenig weiter die Stadt Karasu erreicht.